# José Luis García Gascón
José Luis García Gascón (Albacete, 28 de abril de 1982) es un político, investigador y formador universitario español. Fue director general de Participación Ciudadana de la Junta de Comunidades de Castilla-La Mancha entre 2017 y 2019. Coordinador autonómico de Podemos Castilla-La Mancha desde 2020.

## Biografía
Nacido en Albacete el 28 de abril de 1982, vivió en Almansa en su pueblo familiar hasta los dieciocho años. Hijo de una familia de obreras del calzado, agricultores, artesanos y trabajadores públicos de Almansa. María Belén Gascón García, su madre ha sido maestra de la educación pública y José Luis García Linares, su padre, miembro de una pequeña industria de muebles de la localidad albaceteña. 
Su abuelo paterno, Luis García Gil, defendió la República española en la guerra civil por lo que estuvo preso en un campo de concentración en Valencia y la cárcel de Albacete; en la transición fundó el PCE de Almansa. Su tía paterna fue diputada nacional por el PSOE la legislatura 1996-2000 por la provincia de Albacete.
Tras estudiar en el Instituto Público José Conde García de Almansa, viajó a Granada para iniciar sus estudios universitarios. Vive en Toledo desde agosto de 2017.

## Trayectoria académica y profesional
Estudió Ciencias Ambientales en la Universidad de Granada y posteriormente dos máster en Cooperación y Desarrollo y Geografía y Ordenación del Territorio por la misma universidad, en la que también ejerció como investigador. Es formador en Participación Ciudadana y Democracia Participativa en universidades e instituciones públicas a través de la asociación PASOS. Ha trabajado en distintas etapas como cooperante internacional en países de América Latina con la Agencia Española de Cooperación al Desarrollo (AECID) y la UGR.

## Participación política
Atraído desde su adolescencia por la participación en movimientos sociales, plataformas ciudadanas y vecinales y organizaciones ecologistas, a las que ha apoyado en distintas movilizaciones. Su familia, histórica activista progresista en su municipio natal, así como las distintas experiencias que conoció como la "revolución ciudadana" de Correa, el movimiento ecologista y otras experiencias de participación social, le influyeron en sus valores éticos, aunque no fue hasta el Movimiento 15-M, y el surgimiento de Podemos, cuando inició su activismo político militante. 
El 5 de septiembre de 2017 fue nombrado director general de Participación Ciudadana de la Junta de Comunidades de Castilla-La Mancha en el gobierno de coalición de PSOE y Podemos, siendo el primer director general de una comunidad autónoma de este partido político, cargo que ocupó hasta el final de la legislatura en 2019. Impulsó la Ley de Participación de Castilla-La Mancha.
El 20 de junio de 2020 fue elegido en proceso de primarias coordinador autonómico de Podemos Castilla-La Mancha (cargo anteriormente conocido como secretario general).
Es autor de varios libros sobre Participación Ciudadana, Cooperación al Desarrollo y Sostenibilidad.
En las Elecciones a las Cortes de Castilla-La Mancha de 2023 fue candidato por Unidas Podemos Castilla-La Mancha sacando 75 813 votos y 0 escaños.

## Publicaciones
- Sobre Desarrollo, Cooperación y Sostenibilidad. CICODE, Universidad de Granada, 2008.[9]

- Hablamos de Órgiva: Historias y Reflexiones de la Gente de Órgiva, Sus Anejos y Cortijadas.[10]

## Reconocimientos[6]
- Premio CONAMA 10 a la Sostenibilidad de Pequeños y Medianos Municipios (codirector Proyecto Órgiva Municipio Andaluz Sostenible).
- Premio Federico Mayor Zaragoza. Premio nacional de ensayo sobre Cooperación al desarrollo, la lucha contra las desigualdades y la exclusión. Universidad de Granada, 2007.
- Premio Jóvenes Emprendedores Sociales (Finalista). Universidad Europea de Madrid/Youth Action. 2011.